# مارجوري آكر فيليبس
مارجوري آكر فيليبس (بالإنجليزية: Marjorie Acker Phillips)‏ هي فنانة ورسامة أمريكية، ولدت في 25 أكتوبر 1895 في بوربون في الولايات المتحدة، وتوفيت في 19 يونيو 1985.

## روابط خارجية
- مارجوري آكر فيليبس على موقع أوليمبيديا (الإنجليزية)